# Inugami (film)
Inugami – japoński horror z 2001 roku w reżyserii Masato Harada. Film został oparty na powieści napisanej przez Masako Bando oraz legendach dotyczących Inugami.

## Obsada
- Kanako Fukaura – Momoyo Bonomia
- Yûki Amami – Miki Bonomiya
- Atsuro Watabe – Akira Nutahara
- Eugene Harada – Seiji Doi
- Shiho Fujimura – Tomie Bonomia
- Kazuyuki Yama – Takanao

## Nagrody
Opracowano na podstawie.
- 2001 – Złoty Niedźwiedź (nominacja)
- 2001 – Nagroda Jury na Newport International Film Festival (wygrana)
- 2001 – Sitges – Catalonian International Film Festival
  - Najlepsza aktorka – Yûki Amami (wygrana)
  - Najlepszy film (nominacja)
- 2002 – Błękitna wstęga w kategorii Najlepsza Aktorka dla Yûki Amami (wygrana)
- 2002 – Nagrody filmowe Mainichi
  - Najlepsze zdjęcia (wygrana)
  - Najlepsze oświetlenie (wygrana)
- 2002 – Festiwal Filmowy w Jokohamie w kategorii Najlepsza aktorka drugoplanowa dla Yûki Amami (wygrana)